# De Korenbloem (Zoelen)
De Korenbloem is een in 1775 gebouwde korenmolen aan de Molenstraat in het Gelderse Zoelen (gemeente Buren). Hij verving een eerdere standerdmolen op dezelfde plaats. De molen behoorde vroeger tot de goederen van de Heerlijkheid Zoelen. In 1971 kocht de toenmalige gemeente Zoelen de Korenbloem. In 1975 is de molen gerestaureerd, waarbij de fundering van de vroegere standerdmolen is aangetroffen. Deze is nu in de bestrating gemarkeerd.